# جائزة بريطانيا الكبرى 2006
جائزة بريطانيا الكبرى 2006 (بالإنجليزية: 2006 British Grand Prix)‏ هو سباق فورمولا 1 أقيم بتاريخ 11 يونيو 2006 في حلبة سلفرستون، سيلفرستون، إنجلترا. كان الثامن من أصل 18 في بطولة العالم لسباقات الفورمولا واحد موسم 2006. حلّ الإسباني فرناندو ألونسو أولا بينما جاء الألماني مايكل شوماخر في المركز الثاني وحصل على المركز الثالث الفنلندي كيمي رايكونن.